# Tentative d'annexion de la Vallée d'Aoste à la France

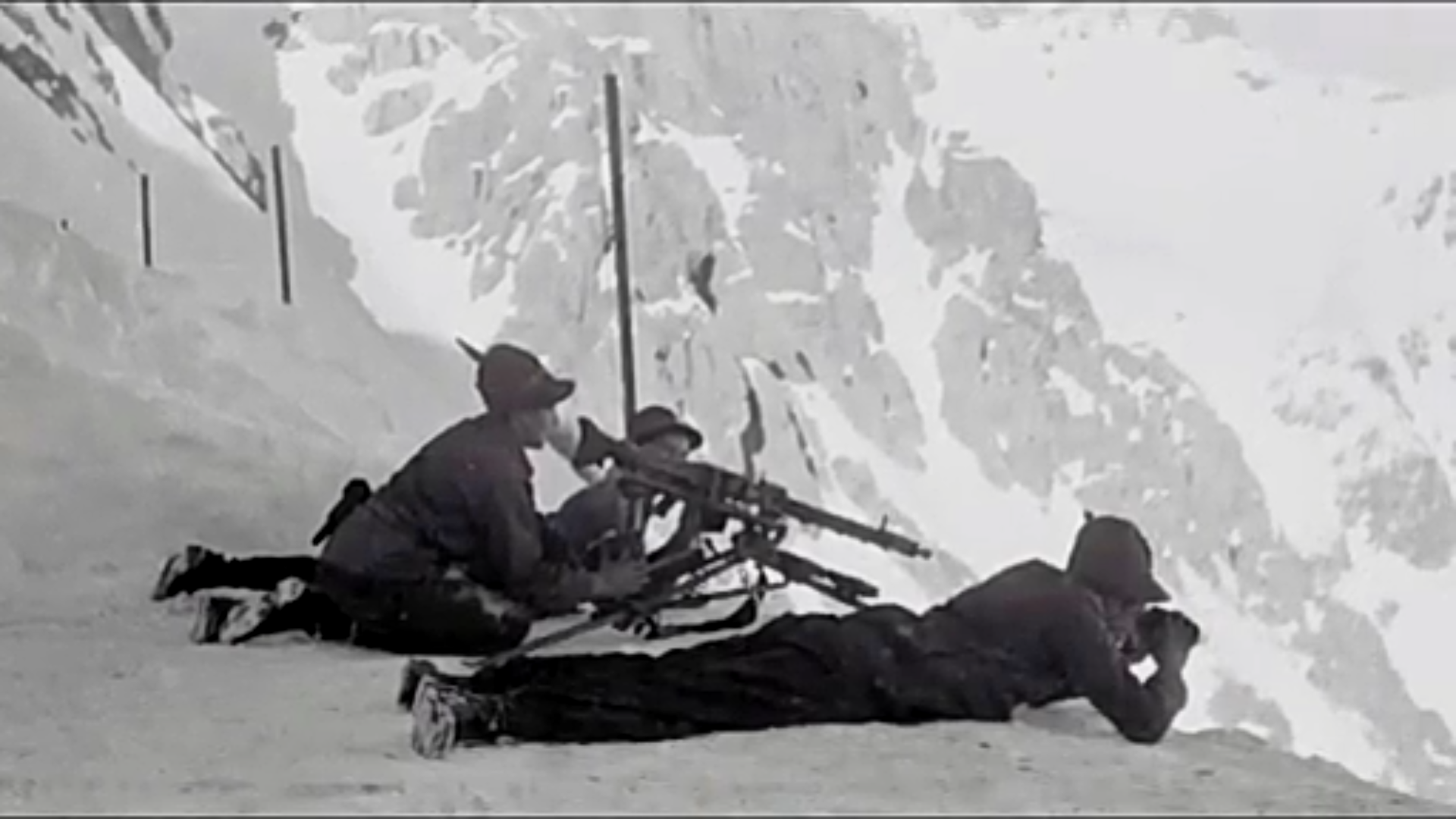
Alpins avec une mitrailleuse dans la vallée d'Aoste en 1945.

La tentative d'annexion de la Vallée d'Aoste à la France était un projet politico-militaire français développé pour la première fois à Alger en octobre 1943 par le général de Gaulle, chef de la France libre puis président du gouvernement provisoire de la République française, consistant en le rattachement de la Vallée d'Aoste, italienne, à la France à la fin de la Seconde Guerre mondiale, comme clause des traités de paix.
Dans les plans de de Gaulle, quand la guerre était proche de la fin, avec la victoire finale des Alliés, les troupes françaises auraient dû entrer dans la Vallée d'Aoste, vaincre les dernières forces de la République sociale italienne et occuper militairement le territoire jusqu'à la cession effective de la région. Cela devait se faire en gagnant le soutien de la population de la Vallée d'Aoste, qui aurait été approchée par les idées nationalistes françaises grâce à des agents secrets gaullistes dès 1943.
La Vallée d'Aoste est restée italienne, tout comme les provinces liguriennes d'Imperia et de Savone (qui n'avaient jamais été des objectifs français) avec la ville de Vintimille, occupée militairement, non seulement grâce à la résistance de la population locale, mais aussi à des actions diplomatiques. Les forces américaines du président Harry Truman ont empêché une avancée française massive à la frontière.

## Contexte historique
Le territoire de la Vallée d'Aoste faisait partie des États de Savoie, puis du royaume de Sardaigne, et servit déjà de frontière avec la France de 1793 à 1801 en raison de la conquête et de l'annexion de la Savoie par les Français, puis  de nouveau à partir de 1860 lorsque la Savoie fut cédée définitivement à la France par le royaume de Sardaigne pour son aide au Risorgimento. La situation demeura inchangée jusqu'en 1940, lors de la Seconde Guerre mondiale.

## Seconde Guerre mondiale

### Le plan de de Gaulle

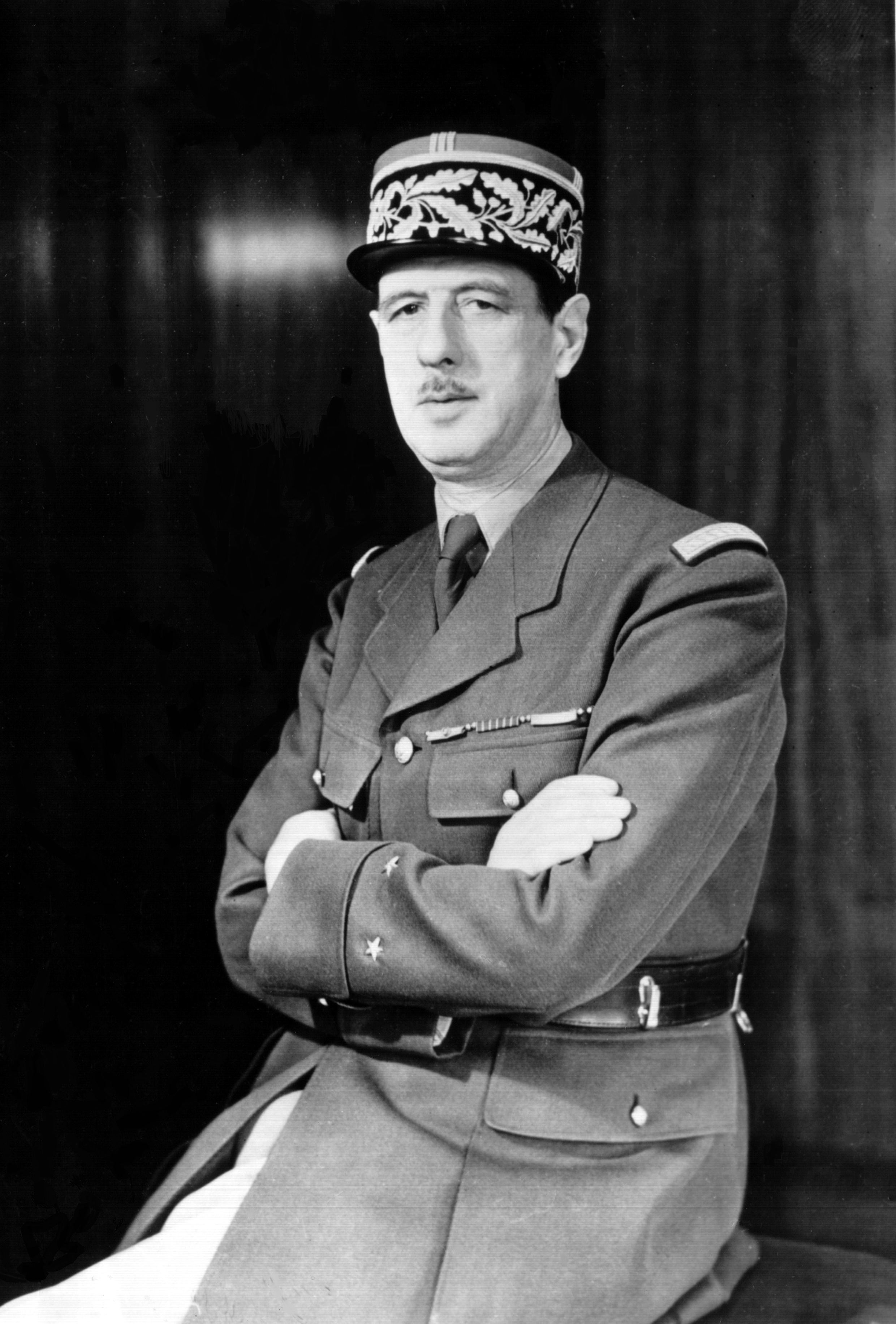
Charles de Gaulle

L'entrée en guerre du royaume d'Italie le 10 juin 1940 aux côtés de l'Allemagne nazie contre la France et le Royaume-Uni avait frappé de Gaulle, lui laissant un profond ressentiment envers l'Italie pour l'agression reçue. Au printemps 1943, de Gaulle avait quitté Londres sur un avion militaire après être entré en conflit avec le Premier ministre britannique Winston Churchill et son gouvernement et s'était réfugié à Alger dans la colonie de l'Algérie française, qui venait de se rallier au combat des anglo-saxons sans renier l'autorité formelle de Philippe Pétain. C'est là que le général a commencé à émettre l'hypothèse d'une série de revendications territoriales à la fin de la guerre, lorsque l'Italie se rendrait.
C'est finalement en octobre que de Gaulle émet l'hypothèse d'une cession de la Vallée d'Aoste à la France, facilitée par le fait que la population soit francophone. Il a présenté l'idée à Churchill, qui l'a rejetée. Le général, cependant, a poursuivi le projet et a envoyé ses agents pour sonder l'enthousiasme de la population de la Vallée d'Aoste et répandre l'idée.

### La situation en Vallée d'Aoste
Avec la reconquête de l'ensemble du territoire national français en septembre 1944 à la suite des opérations Overlord et Dragoon menées pendant l'été, les troupes alliées, et en particulier les Français, sont arrivés près de la frontière italienne, renforçant les espoirs de de Gaulle pour une annexion de la Vallée, où entre-temps les activités partisanes se poursuivaient.
En décembre 1944, l'arrivée à Rome d'une délégation française est annoncée pour discuter des questions des relations italo-françaises, y compris la protection des intérêts des populations francophones de la Vallée d'Aoste.

### L'avancée en Italie

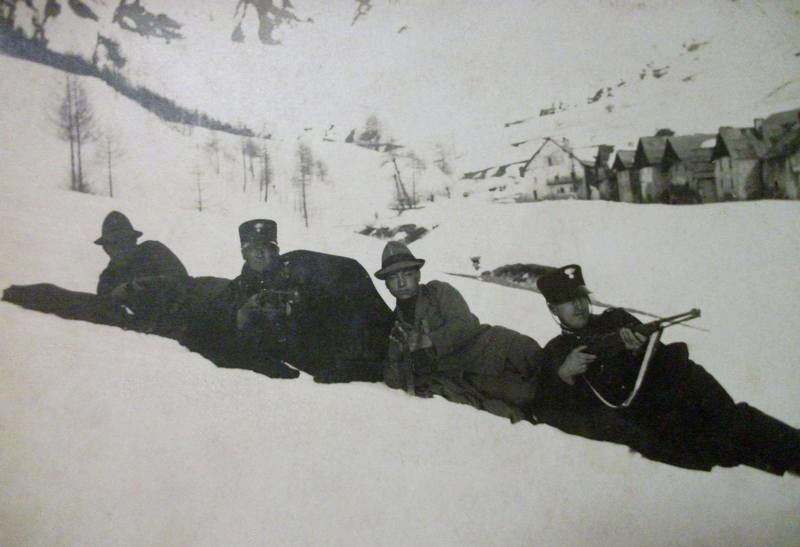
Alpins près de La Thuile en 1945.

Le projet de de Gaulle envisageait, profitant de l'absence de toute autorité au nord de l'Italie à la fin de la guerre, d'avancer le plus loin possible avec l'armée, occupant le plus de territoire possible, comme la Vallée d'Aoste, les vallées piémontaises jusqu'à Coni, Ivrée, peut-être même Turin, et la riviera du Ponant de Vintimille à Imperia, gagnant la faveur des populations locales, dans un état prévisible de désarroi matériel et moral, afin de se présenter à la table de la paix dans des positions de force qui auraient favorisé les annexions, ayant bien compris que, au-delà de toutes les déclarations de principe, les frontières d'après-guerre de la nouvelle Europe ne seraient que la légalisation des limites atteintes par les différentes armées dans leurs avancées.
De Gaulle, profitant de l'invitation faite aux Français de prendre en charge le soutien logistique aux formations partisanes italiennes barricadées dans les vallées alpines, libérant l'aviation alliée de la tâche, a amassé des troupes à la frontière en quantités disproportionnées par rapport à la tâche de soutien logistique des partisans italiens, assez pour créer l'alarme au gouvernement Bonomi.
Le maréchal Harold Alexander, chef des troupes alliées en Italie, constate que, sous prétexte de livrer du matériel américain aux partisans italiens, les Français organisent une force militaire respectable, ordonne explicitement aux Français de ne pas franchir les frontières italiennes. De Gaulle fit semblant d'obéir, déclarant que le détachement avait été créé pour être prêt à collaborer de l'ouest, si nécessaire, à l'épaule finale alliée dans le nord de l'Italie, obtenant une autorisation officieuse pour des opérations de patrouille en territoire italien.
Le 7 avril 1945, lors des phases finales de la deuxième bataille des Alpes, les troupes françaises sont autorisées à pénétrer dans la Vallée d'Aoste dans un rayon de 20 kilomètres maximum, mais le général Paul Doyen, commandant de l'Armée des Alpes, avance lentement mais sûrement sur les vingt kilomètres convenus, avec des avant-gardes qui ont atteint Ivrée, Coni, voire Savone. Dans la Vallée d'Aoste, l'avancée française a été plus lente que prévu uniquement en raison du prolongement inhabituel de l'hiver, qui a rendu les cols alpins difficiles à traverser jusqu'à la fin du mois d'avril.
Le 26 avril, l'invasion commence : les troupes françaises conduites par le général Doyen franchissent le col du Petit-Saint-Bernard et le 27 avril elles conquièrent le val de Rhêmes, se dirigeant rapidement vers l'intérieur du territoire grâce à la retraite des troupes allemandes. Cependant, elles ont été arrêtées à La Thuile par les Alpins des Flammes vertes du Comité de libération nationale de l'Italie du Nord et par le feu des obusiers de la 12e batterie du groupe "Mantova" du 1er régiment d'artillerie de la 4e division alpine "Monterosa", soldats alpins de la République sociale italienne, dans une alliance inhabituelle entre partisans italiens et soldats de la RSI : ces unités hétérogènes ont bloqué l'avancée française du 26 avril au 8 mai, date à laquelle les Américains sont arrivés. Ces derniers, en prenant les positions italiennes, ont déployé une colonne de blindés à hauteur de Pré-Saint-Didier prêts à tirer sur les unités françaises ayant l'intention d'ouvrir le passage vers Aoste, ne permettant qu'à un contingent symbolique de Français d'aller dans la vallée pour rejoindre la capitale. Entre-temps, le nouveau préfet partisan nommé par la CLNAI Alexandre Passerin d'Entrèves s'était déjà installé à Aoste, sous tutelle américaine : il préparait les défenses de la ville en rappelant à la fois les partisans et les soldats de la République sociale italienne, pour protéger la ville d'une éventuelle arrivée de l'ennemi. Les troupes alpines des bataillons "Varese" et "Bergamo" du régiment alpin de la 2e division de grenadiers "Littorio" de l'Armée nationale républicaine dissoute ont également participé aux opérations contre les Français.
Doyen, entre fin mai et début juin, a refusé de laisser passer les zones frontalières qu'il contrôlait sous l'administration militaire alliée, affirmant vouloir s'y opposer par tous les moyens et se réclamant pleinement du soutien de de Gaulle .

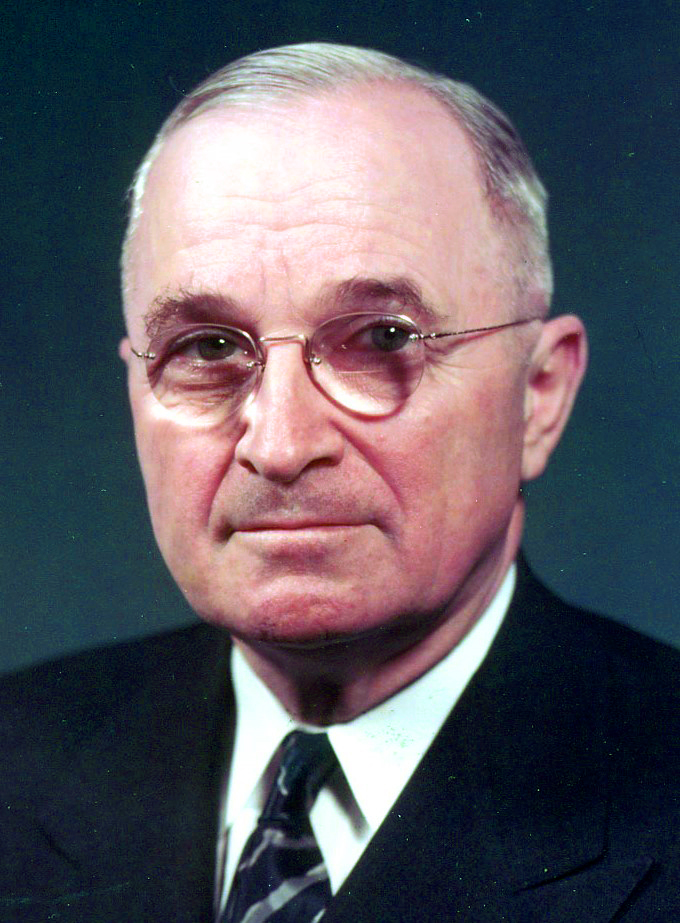
Harry Truman.

Lorsque le maréchal Alexander ordonna aux Français de se retirer, il reçut un refus. Les soldats ont empêché les partisans du non-rattachement de rentrer chez eux, ont forcé la population à utiliser uniquement la langue française (la population parlait en très grande majorité français) et ont propagé des idées en faveur du rattachement. Le président Harry Truman est intervenu personnellement en adressant un message à de Gaulle, qui a répondu qu'il enverrait le général Alphonse Juin au maréchal Alexander à Caserte, où le 11 juin un accord a été signé prévoyant le retrait des troupes françaises du territoire italien pour le 10 juillet . Les forces françaises se sont finalement retirées après les accords diplomatiques conclus entre les parties. Les officiers de liaison n'ont été retenus qu'à Aoste même, car ils continuaient de développer une propagande pro-française dans la lignée de ce qui avait également été fait précédemment, en essayant de recruter parmi la population locale pour soutenir des manifestations en faveur du rattachement à la France.

## Conséquences
Le 7 septembre, à la fin de la guerre, le lieutenant général du Royaume Humbert signe le décret établissant le district autonome de la Vallée d'Aoste. Entrant alors en vigueur à partir de janvier de l'année suivante pour faire disparaître la possibilité de mettre en place un plébiscite, ce décret permet la reconnaissance du statut spécial de la Vallée d'Aoste au sein de l'État italien, et permet au français d'être reconnu en tant que langue minoritaire. Plébiscite redouté par Giuseppe Saragat, alors ambassadeur d'Italie à Paris, le 19 mai 1945 dans une communication adressée à Alcide De Gasperi : « plébiscite réalisé dans le sillage d'une armée d'occupation. La France remplace la formule brutale mais franche de Tito par la formule plébiscitaire ».
Au traité de paix, comme argument en faveur de l'Italie, Alcide De Gasperi a souligné la nécessité d'une paix lourde contre les vaincus et surtout une nouvelle structure politique pour la Nation, désormais républicaine, démocratique et antifasciste. La Vallée d'Aoste est donc restée italienne avec une autonomie au sein du pays et la reconnaissance de la minorité linguistique francophone. La France réussit à obtenir certains territoires de l'Italie : une partie du col du Petit-Saint-Bernard dans la Vallée d'Aoste même, les territoires piémontais de Tende (Tenda) et La Brigue (Briga) dans la vallée de la Roya (Val Roia), et dans le Val de Suse (Val di Susa) le col du Mont-Cenis (colle del Moncenisio), la Vallée Étroite (Val Stretta) au-delà de Bardonnèche (Bardonecchia), et le Mont Chaberton avec le fort (it) surplombant les villes de Césane (Cesana Torinese) et Clavières (Claviere).

## Sources
- (it) Enrica Costa Bona, Dalla guerra alla pace: Italia-Francia : 1940-1947, FrancoAngeli, 1995
- (it) Charles Delzell, I nemici di Mussolini: Storia della Resistenza armata al regime fascista, Castelvecchi editore, 2013
- (it) Giulio Bolaffi, Chiara Colombini, Partigiani in Val di Susa. I nove diari di Aldo Laghi: I nove diari di Aldo Laghi, FrancoAngeli, 2014